# 玉水駅 (ソウル特別市)
玉水駅（オッスえき）は大韓民国ソウル特別市城東区玉水洞にある、ソウル交通公社と韓国鉄道公社（KORAIL）の駅。

## 利用可能な鉄道路線
ソウル交通公社
 3号線 - 駅番号は335
韓国鉄道公社
 京義・中央線 - 駅番号はK114

## 歴史
- 1985年10月18日 - 地下鉄3号線の開通に合わせ、首都圏電鉄中央線の駅も同時に開業[1]。
- 2001年7月1日 - 漢南～鷹峰間の線路切替により中央電鉄線の駅が北寄りに移転。
- 2005年
  - 1月1日 - ソウル特別市地下鉄公社がソウルメトロに改組、鉄道庁が韓国鉄道公社に改組される。
  - 12月15日 - 中央電鉄線営業開始。龍山 - 城北間系統廃止。駅番号をK128からK114に変更。
- 2009年11月20日 - 漢江市民公園方面の出口を新設。
- 2010年 - 中央電鉄線にホームドア設置。
- 2017年5月31日 - ソウルメトロとソウル特別市都市鉄道公社が統合され、3号線はソウル交通公社の駅となる。

## 駅構造

### ソウル交通公社
3号線の駅は東湖路の中央分離帯に位置する高架駅である。南側に漢江があり、3号線は東湖大橋の上を走る。
改札口は駅北側に2ヶ所、南側に1ヶ所ある。北側の改札口は上下ホーム別々に設置されている。改札階南側に乗り換え通路がある。化粧室は改札外に2ヶ所、改札内（南側）に1ヶ所ある。
ホームは相対式2面2線を有しており、フルスクリーンタイプのホームドアが設置されている。北側の改札口のみに繋がる階段はホーム1面につき北側に2ヶ所、南側の改札口と乗り換え通路に繋がる階段はホーム1面につき南側に2ヶ所ある。
出口は1番から7番までと漢江市民公園方面の出口（出口番号なし）の8ヶ所ある。漢江市民公園方面の出口は乗り換え通路の中間にある。

#### のりば
案内上ののりば番号は設定されていない。 
| 上り | 3号線 | 鍾路3街・旧把撥・大谷・大化方面      |
| 下り | 3号線 | 高速ターミナル・良才・水西・梧琴方面 |

### 韓国鉄道公社
相対式ホーム2面2線を有する高架駅で、フルスクリーンタイプのホームドアが設置されている。改札口及び乗り換え通路に通じる階段はホーム1面につき2ヶ所ある。
KORAIL側の改札口・出口はなく、改札の外に出るには乗り換え通路を経由し、3号線の南側の改札口を利用しなければならない（漢江市民公園方面の出口は乗り換え通路の中間にあるが、出口は全てソウル交通公社が管理している。ちなみに乗り換え通路はKORAILが管理している。）
開業当初は3号線との乗り換えのためにやむを得ず急カーブ区間にホームを設置したが、列車が停車したときに列車とホームの間が最大で40cmになる箇所が存在した。特に龍山-城北間運行系統で気動車による運行が行われていた時期は影響が大きく、注意を促すポスターをホームの至る所で見ることができた。このような事故発生の懸念により、1999年から線路とホームを新設・改良する工事を開始し、2001年に完成してこの問題は解消された。

#### のりば
| 1 | 京義・中央線    | 龍山・弘大入口・幸信・一山・文山方面 |
| 1 | 京春線 ITX-青春 | 龍山方面                             |
| 2 | 京義・中央線    | 清凉里・徳沼・楊平・龍門方面         |
| 2 | 京春線 ITX-青春 | 清凉里・坪内好坪・加平・春川方面     |

## 利用状況
近年の一日平均利用人員推移は下記のとおり。
| 路線              | 路線     | 2000年 | 2001年 | 2002年 | 2003年 | 2004年 | 2005年 | 2006年 | 2007年 | 2008年 | 2009年 | 出典  |
| ----------------- | -------- | ------ | ------ | ------ | ------ | ------ | ------ | ------ | ------ | ------ | ------ | ----- |
| ●中央線 (●京元線) | 乗車人員 | 2,391  | 1,535  | 1,829  | 1,771  |        | 2,184  | 2,233  | 2,184  | 2,217  | 2,245  | [ 2 ] |
| ●中央線 (●京元線) | 降車人員 | 1,422  | 1,449  | 1,286  | 1,193  |        | 2,016  | 2,072  | 2,079  | 2,090  | 2,134  | [ 2 ] |
| 3号線             | 乗車人員 | 8,284  | 9,123  | 9,236  | 8,915  | 9,174  | 9,372  | 9,442  | 9,220  | 9,155  | 9,156  | [ 3 ] |
| 3号線             | 降車人員 | 7,803  | 8,410  | 8,625  | 8,456  | 8,834  | 9,102  | 9,199  | 9,003  | 9,307  | 8,955  | [ 3 ] |
| 3号線             | 乗降人員 | 16,086 | 17,533 | 17,862 | 17,372 | 18,009 | 18,474 | 18,641 | 18,224 | 18,462 | 18,111 | [ 3 ] |
| 路線              | 路線     | 2010年 | 2011年 | 2012年 | 2013年 | 2014年 | 2015年 | 2016年 | 2017年 | 2018年 | 出典   |       |
| 京義・中央線      | 乗車人員 | 2,335  | 2,411  | 2,474  | 2,735  | 2,834  | 2,992  | 2,999  | 2,942  | 2,848  | [ 2 ]  |       |
| 京義・中央線      | 降車人員 | 2,205  | 2,265  | 2,360  | 2,634  | 2,783  | 2,957  | 3,050  | 2,996  | 2,920  | [ 2 ]  |       |
| 3号線             | 乗車人員 | 9,450  | 9,495  | 9,862  | 10,602 | 10,886 | 10,624 | 10,429 | 10,341 | 10,230 | [ 3 ]  |       |
| 3号線             | 降車人員 | 9,172  | 9,221  | 9,707  | 10,581 | 11,126 | 10,898 | 10,855 | 10,744 | 10,661 | [ 3 ]  |       |
| 3号線             | 乗降人員 | 18,622 | 18,716 | 19,569 | 21,183 | 22,012 | 21,523 | 21,284 | 21,085 | 20,891 | [ 3 ]  |       |
| ITX-青春          | 乗車人員 | 未開通 | 未開通 | 40     | 71     | 65     | 54     | 50     | 52     | 48     | [ 2 ]  |       |
| ITX-青春          | 降車人員 | 未開通 | 未開通 | 53     | 78     | 76     | 63     | 59     | 60     | 58     | [ 2 ]  |       |

## 駅周辺
- バンゴゴル
- ソウル玉井初等学校（朝鮮語版）
- ソウル金玉初等学校（朝鮮語版）
- 玉井中学校（朝鮮語版）
- 玉水治安センター
- 玉水洞住民センター
- 東湖大橋（朝鮮語版）
- 漢江市民公園（朝鮮語版）
- 駐韓マレーシア大使館
- 駐韓エジプト大使館
- 駐韓ガーナ大使館
- 駐韓南アフリカ大使館
- 駐韓モンゴル大使館

### バス路線
| マウルバス | 城東01 - 城東09 |

## 隣の駅
ソウル交通公社
 3号線
金湖駅 (334) - 玉水駅 (335) - 狎鴎亭駅 (336)
韓国鉄道公社
京春線
ITX-青春
龍山駅 - 玉水駅 - 清凉里駅
 京義・中央線
中央急行
二村駅 (K111) - 玉水駅 (K114) - 往十里駅 (K116)
龍山急行・緩行
漢南駅 (K113) - 玉水駅 (K114) - 鷹峰駅 (K115)